# Tirma
Tirma es una empresa canaria dedicada a la industria alimentaria. Está especializada en la elaboración de chocolatinas, dulces y café, y está situada en Las Palmas de Gran Canaria.
Tiene al archipiélago canario como mercado principal, resultando complicado encontrar sus productos en el resto de España.

## Historia
Su origen se remonta a 1941, cuando varias empresas canarias dedicadas a la alimentación existentes desde los años 1920 decidieron fusionarse para formar el grupo Tirma. En un principio estaba dedicada a la torrefacción de café y elaboración de chocolate, aunque posteriormente aumentó su oferta.
Tirma logró una implantación importante en el mercado canario debido a la situación geográfica de la isla, que dificultaba la introducción de otras compañías a mediados del siglo XX. Sin embargo, y a pesar de la entrada de multinacionales al mercado insular en los años 1950 y 60, Tirma mantuvo una situación de liderazgo en ventas e implantación de productos en su mercado regional.
La compañía aprovechó para ampliar su gama de productos y trasladarse a sedes de producción mayores. En la actualidad continúa como una de las principales compañías alimentarias de Canarias.

### Distribución
El mercado principal de Tirma es las Islas Canarias, que representa un 73% de las ventas (2022) de la compañía. Sin embargo, y a pesar de estar localizada en una región ultraperiférica, el constante esfuerzo de internacionalización de Tirma hace que el restante 27% de las ventas provenga de mercados como la Península, Europa y resto del mundo. 
| Distribución geográfica de las ventas de Tirma (2022) |
| ----------------------------------------------------- |
|                                                       |
| Islas Canarias Península Europa Resto del mundo       |

Sus puntos de venta se encuentran aquí. También se venden los productos Tirma en España a través de la tienda en Amazon.
La distribución a través del archipiélago se realiza principalmente por vía marítima al resto de islas, y por carretera a los diferentes puntos de venta.
Los productos Tirma están disponible en el Reino Unido a través de Amazon y la página web www.tirma.uk

## Productos
- Café: Natural, Mezcla Suave, Mezcla Fuerte, Descafeinados, Ecológico, Alta Cosecha, Colombia, etc.
- Ambrosías Tirma (Ganadoras del Mundial de Chocolatinas de 2020 organizado por Isaac F. Corrales)
- Chocolate (en varios formatos y sabores). Destacando tradicionalmente su inconfundible chocolate con almendras enteras.
- Galletas (En varios formatos y sabores): Chocogalletas, Sandwich y Chocosandwich, Recubiertas de Chocolate, etc.
- Línea de Barritas Be Zero (Barritas reducidas en azúcares y con alto porcentaje de cacao)
- Cacao soluble y Cacao Instantáneo (Tircao y Boxcao)
- Caramelos de Nata, Caramelos de Sabores, Caramelos Rellenos, etc.
- Conservas de Guayaba y Membrillo

## Premios
El 24 de mayo de 2024, el Ayuntamiento de Las Palmas de Gran Canaria concede la Medalla de Oro a Tirma por su contribución al crecimiento y desarrollo de la ciudad.
El 20 de abril de 2020, "Ambrosías Tirma" ganó el premio a la mejor chocolatina del mundo en el mundial de chocolatinas de Twitter, un evento organizado por @isaacfcorrales. La empresa agradeció públicamente el cariño recibido por la comunidad y destacó que se trataba de "La ambrosía que ganó un mundial de chocolatinas".
En 2017 recibe el galardón a la Empresa Canaria con Trayectoria Internacional 2017, un reconocimiento con el que cada año el Gobierno de Canarias destaca el esfuerzo que realizan las empresas de Canarias con el objetivo de mejorar su capacidad competitiva y expandirse a mercados internacionales.
En el año 2014, Carrefour entrega el premio a la "Mejor Pyme Agroalimentaria de Canarias" a Tirma, elegida por votación de los clientes del supermercado durante la campaña "Productos de Canarias" celebrada en julio de 2014.
En el año 2013, las ambrosías de Tirma recibieron el premio "Sabor del Año 2013", convirtiéndose en la primera empresa de Canarias en recibir este sello y, por tanto, en uno de los productos mejor valorado por los consumidores de toda España.